# Glasindustrie

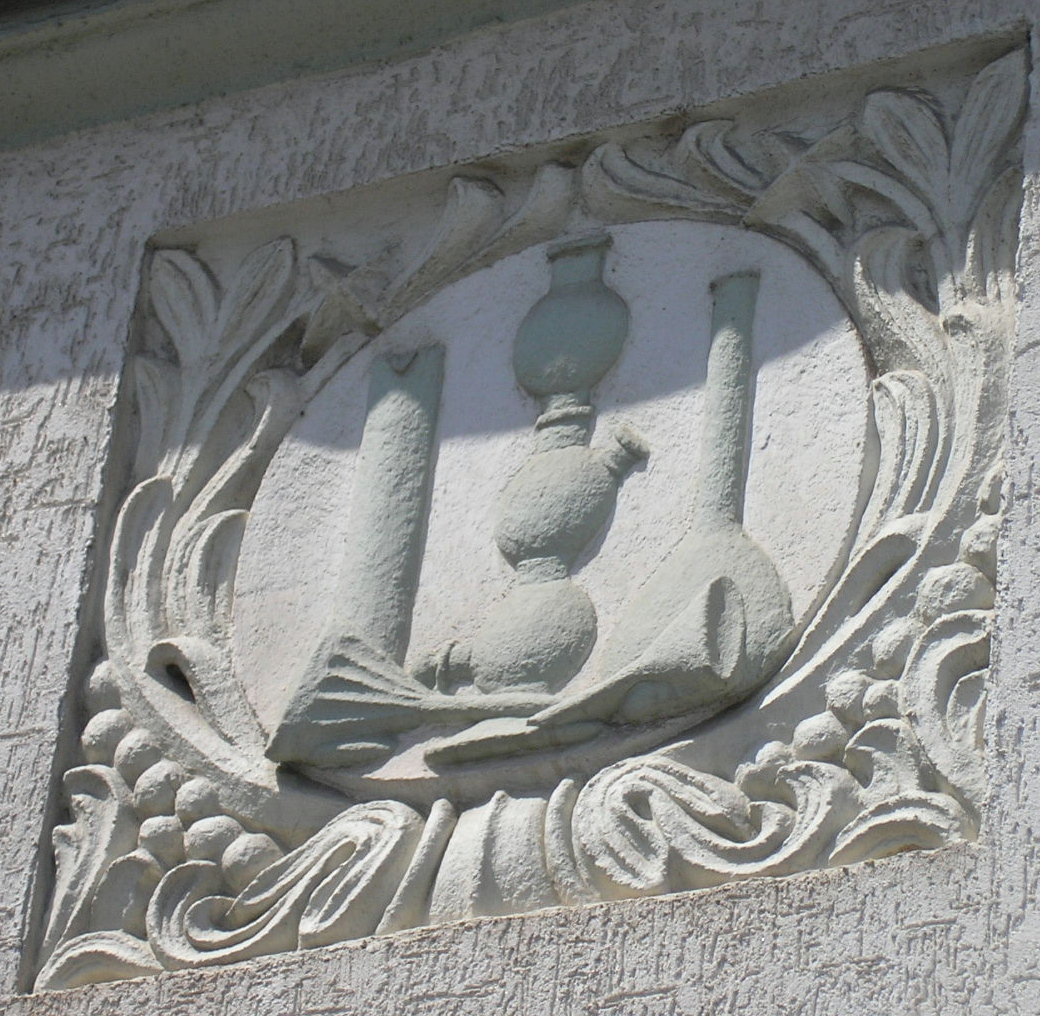
Hausverzierung in Ilmenau mit sogenannten „Glasinstrumenten“, die hier gefertigt werden

Die Glasindustrie umfasst alle Unternehmen der Glasherstellung und -bearbeitung. Glas wird in Industrie, Forschung, Bauwesen sowie in den Privathaushalten vielfältig eingesetzt.
In diesem Wirtschaftszweig sind in Deutschland etwa 55.000 Menschen in rund 500 Betrieben beschäftigt. Im Jahre 2004 erzielten die Unternehmen der deutschen Glasindustrie einen Gesamtumsatz von 8,2 Milliarden Euro und exportierten ihre Erzeugnisse in über 200 Länder.

## Geschichte
Zentren der deutschen Glasindustrie waren wegen des immensen Bedarfs an Holz von jeher die waldreichen Mittelgebirge, besonders die Dörfer und Städte im Bayerischen und Thüringer Wald, die bis zur Mitte des 20. Jahrhunderts hauptsächlich von dieser Industrie lebten. Hier bildeten sich auch zahlreiche Spezialisierungsrichtungen heraus, so beispielsweise Christbaumschmuck aus Lauscha und Thermometer sowie andere Laborgeräte aus Glas aus Ilmenau. In Stützerbach nahe Ilmenau wurde das erste Thermometer und die erste Röntgenröhre der Welt gefertigt. Ilmenau war auch Standort des größten Glaswerkes der DDR, nämlich dem VEB Werk für Technisches Glas Ilmenau.

## Amtliche Statistik
Die Statistische Systematik der Wirtschaftszweige in der Europäischen Gemeinschaft (NACE v2) definiert in der Gruppe 23.1 die Glasindustrie als die Einheiten (im Kern Unternehmen und Unternehmensgruppen), die Glas und Glaswaren herstellen, sie gehört dort zum Verarbeitenden Gewerbe (Abschnitt C). Da NACE v2 auf der International Standard Industrial Classification (ISIC v4) aufbaut, entspricht diese Definition der ISIC-Klasse 2310.

## Vertretung
Die Arbeitnehmer der Glasindustrie werden in Deutschland durch die IG BCE vertreten. Die Arbeitgeber der Glasindustrie werden in Deutschland vertreten durch den Bundesarbeitgeberverband Glas und Solar. 